# Orrsjön (Bodums socken, Ångermanland)
Orrsjön är en sjö i Strömsunds kommun i Ångermanland och ingår i Ångermanälvens huvudavrinningsområde. Sjön har en area på 0,18 kvadratkilometer och ligger 346 meter över havet.

## Delavrinningsområde
Orrsjön ingår i det delavrinningsområde (709886-151246) som SMHI kallar för Mynnar i Storflärken. Medelhöjden är 338 meter över havet och ytan är 9,5 kvadratkilometer. Det finns inga avrinningsområden uppströms utan avrinningsområdet är högsta punkten. Vattendraget som avvattnar avrinningsområdet har biflödesordning 4, vilket innebär att vattnet flödar genom totalt 4 vattendrag innan det når havet efter 175 kilometer. Avrinningsområdet består mestadels av skog (84 procent). Avrinningsområdet har 0,18 kvadratkilometer vattenytor vilket ger det en sjöprocent på 1,9 procent.